# Родников
Родников — хутор в Гулькевичском районе Краснодарского края России. Входит в состав Скобелевского сельского поселения.

## Население
| 2002 | 2010 |
| ---- | ---- |
| 7    | ↗9   |

## Улицы
- ул. Шоссейная[5].